# Nipponomyia kuwanai
Nipponomyia kuwanai is een tweevleugelige uit de familie Pediciidae. De soort komt voor in het Palearctisch gebied.